# 1939 ve fotografii
Tento článek obsahuje významné fotografické události v roce 1939.

## Události
- Agfacolor uvedl na trh systém negativ – pozitiv pro barevný materiál, první moderní „print“ film.
- 1939 – Na trh byl uveden stereo prohlížeč View-Master.
- Světová výstava 1939
- Zanikla Ukrajinská fotografická společnost

## Narození v roce 1939
- 2. ledna – Akihisa Masuda, japonský fotograf, cena Nobua Iny
- 16. ledna – Ralph Gibson, americký fotograf
- 17. února – John Pfahl, americký fotograf († 15. dubna 2020)
- 22. února – Darío Villalba, španělský malíř, fotograf a soutěžní krasobruslař († 16. června 2018)
- 26. února – Tana Kaleya, polská a francouzská režisérka, scenáristka a fotografka známá mužskými akty zobrazujícími osobnosti z uměleckého světa 70. a 80. let 20. století († 9. prosince 2015)
- 28. února – Gašó Jamamura, japonský fotograf (* 1939)
- 5. března – Norman Seeff, jihoafrický fotograf a filmař aktivní v USA, zdokumentoval více než 500 setkání s umělci z mnoha oborů včetně hudebníků, herců, spisovatelů, režisérů, herců, vědců, podnikatelů a politiků. Spolupracoval s tvůrci a inovátory včetně takových jako byli například: Ray Charles, Carpenters, Joni Mitchell, Guthrie Thomas, Kiss, Steve Jobs, Steve Martin, John Huston, Martin Scorsese, Billy Wilder, Bob Fosse, will.i.am, Tina Turner, Alicia Keys nebo Francis Crick.
- 8. března – Jozef Ort-Šnep, slovenský kameraman a fotograf
- 12. března – Josef Fousek, český spisovatel, básník, humorista, písničkář, cestovatel a fotograf
- 20. března – Vladimír Bárta, slovenský publicista a krajinářský fotograf
- 26. března – Jaroslav Novotný, český fotograf, novinář, spisovatel, malíř, autor a režisér divadelních her
- 1. dubna – Spider Martin, americký fotograf a fotoreportér († 8. dubna 2003)
- 3. května – Gábor Modos, maďarský fotograf, model, fotograf aktů a kameraman
- 4. května – Vladimir Rufinovič Lagranž, ruský fotograf a fotoreportér († 22. ledna 2022)
- 28. května – Ladislav Bielik, slovenský fotograf († ? 1984)
- 28. května – František Maršálek, český fotograf († 19. prosince 2020)
- 1. července – Francis Giacobetti, francouzský fotograf a filmový režisér (Emmanuelle 2) († 8. června 2025)
- 8. července – Vladimir Gurgenovič Musaeljan, ruský fotoreportér a fotograf († 28. září 2020)
- 8. července – Gilles Caron, francouzský fotograf ( † 5. dubna 1970)
- 14. července – Anthony K. Roberts, americký herec a fotograf, nositel Pulitzerovy ceny za fotografii († 21. března 2005)
- 17. července – Stéphanie Windischgrätzová, rakouská princezna fotografka († 12. července 2019)
- 27. července – William Eggleston, americký novinářský fotograf
- 6. srpna – Mária Nováková, maďarská portrétní fotografka, působila v Egeru († 28. prosince 2023)
- 29. srpna – Jack R. Thornell, americký fotograf a držitel Pulitzerovy cenu za fotografii
- 2. září – Bohumil Puskailer, slovenský fotograf († 7. července 2013)
- 13. září – Joel-Peter Witkin, americký fotograf
- 22. září – Hans Feurer, švýcarský módní fotograf, pro časopisy Vogue nebo Elle († 16. ledna 2024)
- 12. října – Carolee Schneemann, americká umělkyně († 6. března 2019[1])
- 12. listopadu – Miloš Polášek, český fotograf, grafik a vydavatel († 16. dubna 2017[2])
- 13. listopadu – Robert Whitaker, britský fotograf, fotografoval kontroverzní obálku pro kapelu Beatles, takzvanou Butcher cover (album Yesterday and Today) († 20. září 2011)
- 14. listopadu – Radomír Postl, český grafik se zaměřením na knižní grafiku a typografii, fotograf, v letech 1992–2005 předseda Asociace jihočeských výtvarníků v Českých Budějovicích († 1. července 2021)
- 23. listopadu – Karel Kestner, český portrétní fotograf († 11. ledna 2015)
- 19. prosince – Erika Kiffl, německá fotografka českého původu
- 20. prosince – Hiromi Cučida, japonský fotograf, obdržel cenu Nobuo Ina a cenu Kena Domona († ?)
- 27. prosince – Barbara Klemm, německá fotografka
- ? – Šigeo Anzai, japonský fotograf († 13. srpna 2020)
- ? – Satoši Kuribajaši, japonský fotograf, držitel Ceny Nobua Iny († ?)
- ? – John Batho, francouzský pedagog a umělecký fotograf
- ? – Bryan Wharton, 86, britský fotograf († 23. května 2020)
- ? – Albert Visage, francouzský fotograf († ?)
- ? – Antanas Sutkus, litevský fotograf († ?)
- ? – Arturo Patten, americký fotograf († ?)
- ? – Gózó Jošimasu, japonský fotograf († ?)
- ? – Hirodži Kubota, japonský fotograf († ?)
- ? – Hitomi Watanabe, japonský fotograf († ?)
- ? – Jean Larivière, francouzský fotograf († ?)
- ? – Josef Ritler, švýcarský fotograf († ?)
- ? – Mohamed Maradji, marocký fotograf († ?)
- ? – Paul Ferrara, americký fotograf († ?)
- ? – Ray Wilson, britský fotograf († ?)

## Úmrtí v roce 1939
- 2. února – Vladimir Šuchov, ruský vědec, architekt a amatérský fotograf (* 1853)
- 19. března – Alvilde Torp, norská fotografka (* 4. září 1863)
- 23. března – Ella Sykesová, britská cestovatelka, fotografka a spisovatelka (* 11. listopadu 1863)
- 4. dubna – Alice Mary Hughes, britská portrétní fotografka (* 31. srpna 1857)
- 7. dubna – Mary Steen, dánská fotografka (* 28. října 1856)
- 8. června – Jessie Buckland, novozélandská fotografka (* 9. května 1878)
- 24. července – John Vanderpant, holandsko-kanadský fotograf (* 11. ledna 1884)
- 7. srpna – Thomas Andrew, novozélandský fotograf (* 1855)
- 1. září – Paul Nadar, francouzský portrétní fotograf (* 1856)
- 18. září – Stanisław Ignacy Witkiewicz, polský dramatik, malíř, fotograf, autor antiutopických románů (* 1885)
- 6. října – Bohumil Vavroušek, český fotograf lidové architektury (* 25. června 1875)
- 2. listopadu – Norbert Ghisoland, belgický fotograf (* 17. března 1878)
- 12. prosince – Kolë Idromeno, albánský fotograf (* 15. srpna 1860)
- 12. prosince – Henri Gaden, francouzský voják, lingvista, koloniální správce, etnolog a fotograf, první velký specialista na jazyk a kulturu etnika Fulbů (* 24. ledna 1867)
- 15. prosince – Zacharie Le Rouzic, francouzský fotograf (* 24. prosince 1864)
- 30. prosince – Paul Dittrich, rakouský fotograf aktivní v Egyptě (* 11. listopadu 1868)
- prosinec – Karol Hiller, polský fotograf (* 6. prosince 1891)
- ? – Jean Demmeni, nizozemský fotograf a topograf (* 1866)
- ? – Harriet Brims, průkopnice komerční fotografie v australském Queenslandu (* 1864)

## Sté výročí narození (1839)
- 25. ledna – Frederikke Federspiel, dánská fotografka († 16. června 1913)
- 29. ledna – Josef Böttinger, fotograf († 14. října 1914)
- 14. února – Louis-Émile Durandelle, francouzský fotograf architektury († 12. března 1917)
- 23. dubna – Adelaide Conroy, maltská fotografka († ?)
- 26. dubna – Christoffer Gade Rude, norský fotograf († 6. března 1901)
- 9. června – Edvard Skari, norský malíř marin a fotograf ((† 8. prosince 1903)
- 20. června – Adolf Pech, český malíř a fotograf, bratr básnířky Elišky Krásnohorské († 27. června 1901)
- 6. srpna – Raimund von Stillfried, rakouský malíř a fotograf († 12. srpna 1911)
- 11. září – Mary Anna Draperová, americká mecenáška, astronomka a odborná asistentka manžela Henryho Drapera, průkopníka astronomické fotografie, se kterým spolupracovala a zdokonalovala se v astronomii († 8. prosince 1914)
- 26. srpna – Kristen Feilberg, dánský fotograf († 1919)
- 2. prosince – N. E. Sinding, dánský malíř, portrétista a dvorní fotograf († 24. května 1902)
- ? – Johanna Ullricka Bergstrøm Skagenová, norská profesionální fotografka švédského původu, portréty v ateliéru († 1882)